# Gaston Heuet
Gaston Heuet (* 11. November 1892 in Buenos Aires, Argentinien; † 18. Januar 1979 in Grandvilliers, Département Oise) war ein französischer Langstreckenläufer.
Bei den Olympischen Spielen 1912 in Stockholm schied er über 5000 m im Vorlauf aus. Über 10.000 m qualifizierte er sich für das Finale, trat aber nicht an.
1919 gewann er bei den Interalliierten Spielen die Bronzemedaille im Crosslauf. Bei den Olympischen Spielen 1920 in Antwerpen qualifizierte er sich über 10.000 m für das Finale, erreichte jedoch nicht das Ziel. Im Crosslauf wurde er Achter in der Einzelwertung, im Mannschaftsrennen über 3000 m kam er mit dem französischen Team auf den vierten Platz.
1924 wurde er bei den Olympischen Spielen in Paris Zwölfter über 10.000 m. Bei dem als Hitzeschlacht von Colombes in die Sportgeschichte eingegangenen Crosslauf wurde er Zehnter und gewann mit dem Team die Bronzemedaille.
1920 und 1924 wurde er nationaler Meister über 10.000 m, 1922 über 5000 m und 1923 Vizemeister im Crosslauf.

## Persönliche Bestzeiten
- 5000 m: 15:23,2 min, 8. Oktober 1922, Paris
- 10.000 m: 32:11,1 min, 19. August 1920, Antwerpen

## Weblinks

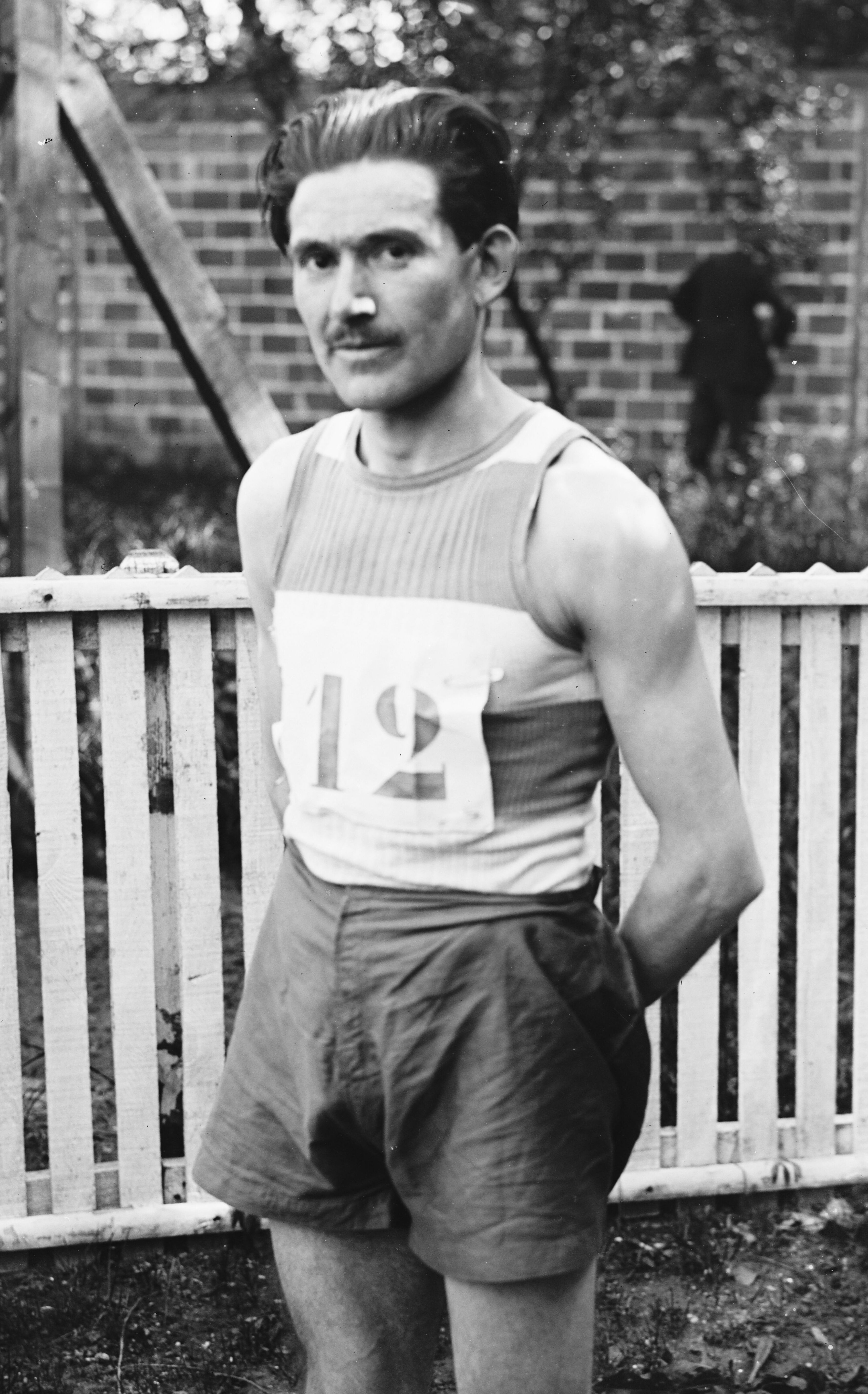
Gaston Heuet (1922)